# Kirchheim, Bas-Rhin
Kirchheim là một xã thuộc tỉnh Bas-Rhin trong vùng Grand Est đông bắc Pháp.